# Pasquale Fornara
Pasquale Fornara, nacido el 29 de marzo de 1925 en Borgomanero y fallecido el 24 de julio de 1990 en la misma ciudad, fue un ciclista profesional italiano que fue profesional de 1949 a 1961.

## Palmarés
| 1950 - Milán-Módena 1952 - Vuelta a Suiza, más 2 etapas - 1 etapa del Giro de Italia 1953 - 3º en el Giro de Italia, más Clasificación de la montaña y 1 etapa 1954 - Vuelta a Suiza 1955 - 1 etapa del Giro de Italia | 1956 - Tour de Romandía, más 1 etapa - 1 etapa del Giro de Italia 1957 - Vuelta a Suiza 1958 - Vuelta a Suiza, más 2 etapas - 2º de la Vuelta a España 1959 - 1 etapa de la GP Cyclomotoristico |

## Resultados en las grandes vueltas
| Carrera         | 1949 | 1950 | 1951 | 1952 | 1953 | 1954 | 1955 | 1956 | 1957 | 1958 | 1959 | 1960 | 1961 |
| --------------- | ---- | ---- | ---- | ---- | ---- | ---- | ---- | ---- | ---- | ---- | ---- | ---- | ---- |
| Giro de Italia  | 28º  | 12º  | 11º  | 31.º | 3º   | 8º   | 7º   | Ab.  | 8.º  | 9.º  | 21.º | 30.º | Ab.  |
| Tour de Francia | -    | -    | -    | -    | -    | -    | 4º   | 24º  | -    | -    | -    | -    | -    |
| Vuelta a España | X    | -    | X    | X    | X    | X    | -    | -    | 8º   | 2º   | -    | Ab.  | -    |
| Mundial en Ruta | -    | -    | -    | -    | 12º  | 10º  | 7º   | -    | -    | -    | -    | -    | -    |

-: no participa

Ab.: abandono